# Bolag
Inom juridiken är ett bolag ett samarbete som regleras av avtal mellan fysiska och/eller juridiska personer för ett gemensamt ändamål. Ofta är ändamålet ekonomisk vinning men det kan också vara ett statligt uppdrag. Det är inte nödvändigt att driva ett bolag i någon särskild juridisk form, och den grundläggande typen av bolag är ett enkelt bolag. Ett exempel på detta är ett tipsbolag på arbetsplatsen.
I dagligt tal är bolag det samma som företag. Företagsbegreppet inkluderar dock även ekonomiska föreningar och enskilda firmor.